# Reisiövaara
Reisiövaara är en kulle i Finland.   Den ligger i den ekonomiska regionen Norra Lappland och landskapet Lappland, i den norra delen av landet, 800 km norr om huvudstaden Helsingfors. Toppen på Reisiövaara är 302 meter över havet.
Terrängen runt Reisiövaara är huvudsakligen platt, men åt sydväst är den kuperad.  Trakten runt Reisiövaara är nära nog obefolkad, med mindre än två invånare per kvadratkilometer. Det finns inga samhällen i närheten. 